# Ivars kulle
Ivars kulle i Övraby socken i Halmstad kommun i Halland är en gravhög från bronsåldern. Vid en utgrävning 1972 hittades fem gravar. Gravhögen är fyra meter hög och 40 meter i diameter. Den är belägen på en naturlig höjd skapad av inlandsisen (en moränrygg) och kullen är ungefär sju meter hög. Ivars kulle ligger längs E6 emellan Malmö och Göteborg där motorvägen korsar riksväg 26 (Nissastigen).
Ivars kulle innehöll i gravhögen ett av regionens inbyggda skepp från äldre bronsålder. Högen ligger på en framtrådande plats ensam och avståndet till gravfältet vid Vrangelsro är en kilometer. Dåtidens gravbyggare under yngre bronsåldern såg säkert graven som ett landmärke och som en helig plats. Gravhögens inbyggda skepp från period II–III är nästan samtida med Vrangelsrogravfältets tillblivelse. Troligen kände man till högens dolda skepp och troligen har det funnits en skeppssymbolik, som återspeglas då man tusen meter bort anlägger skeppsformade stensättningar som gravform. Gravarna kan återknyta till en i kollektivets minne ännu bevarad person, en anfader begravd  i Ivars kulle. Samtliga skepp på gravfältet är placerade i samma orientering. Skeppet i Ivars kulle saknar spår efter begravning och skeppet har haft andra funktioner. Skeppet som begravningsform var kanske exklusiv och förbehållen få men symboliken omfattade säkert hela befolkningen.  De handlingar som ledde till skeppssymboliken som fritt synlig vid Vrangelsro och som begravd i Ivars kulle avspeglar en gemensam idévärld. Skeppets roll i olika övergångar som dagens födelse, färden till dödsriket och så vidare.

## Namnet
Enligt förskolläraren och lokalhistorikern Harry Hedin kommer namnet "Ivars kulle" ifrån en person vid namn Givar Gunnarsson, som brukade marken där högen ligger emellan åren 1717–1756. Efteråt uppkallades kullen på kartor och lantmäterihandlingar som "Iwe Wång" (1756), "Giwa kulle" (1775), "Ifva wång" (1801) och "Gifwa kulle" (1823). Sedan 1956 har ortnamnsarkivet betecknat kullen som "Ivars kulle" och det är så den kallas i folkmun.

## Bilder

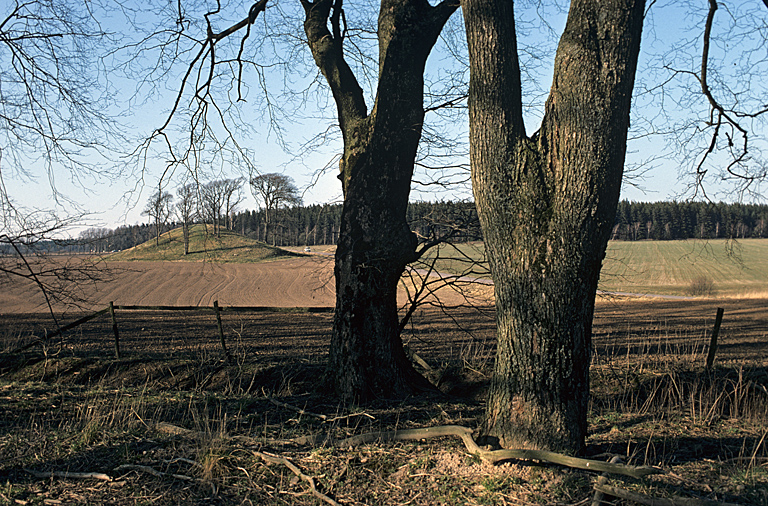
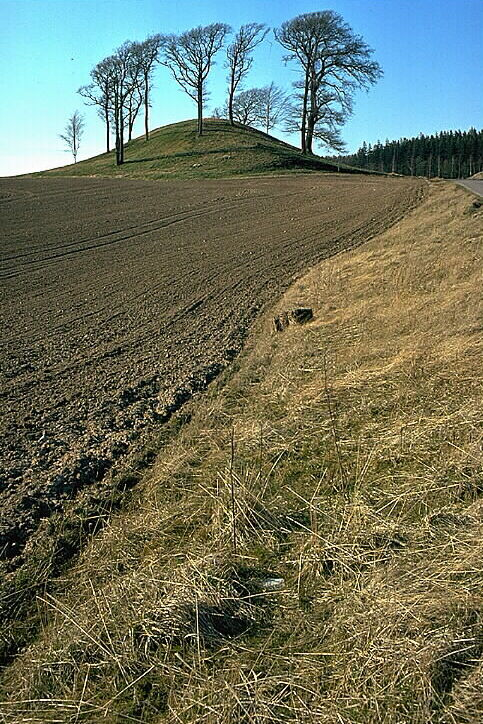
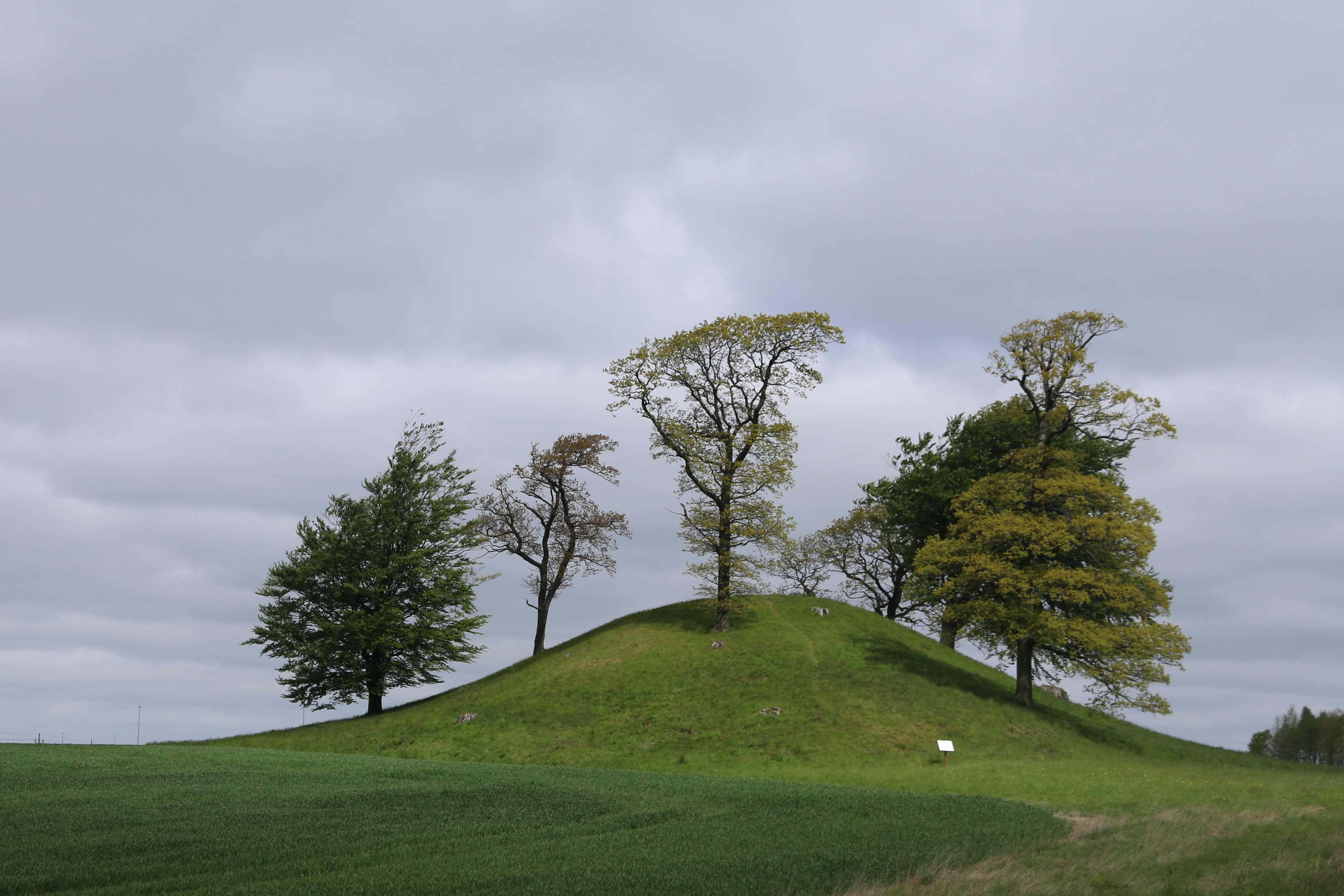
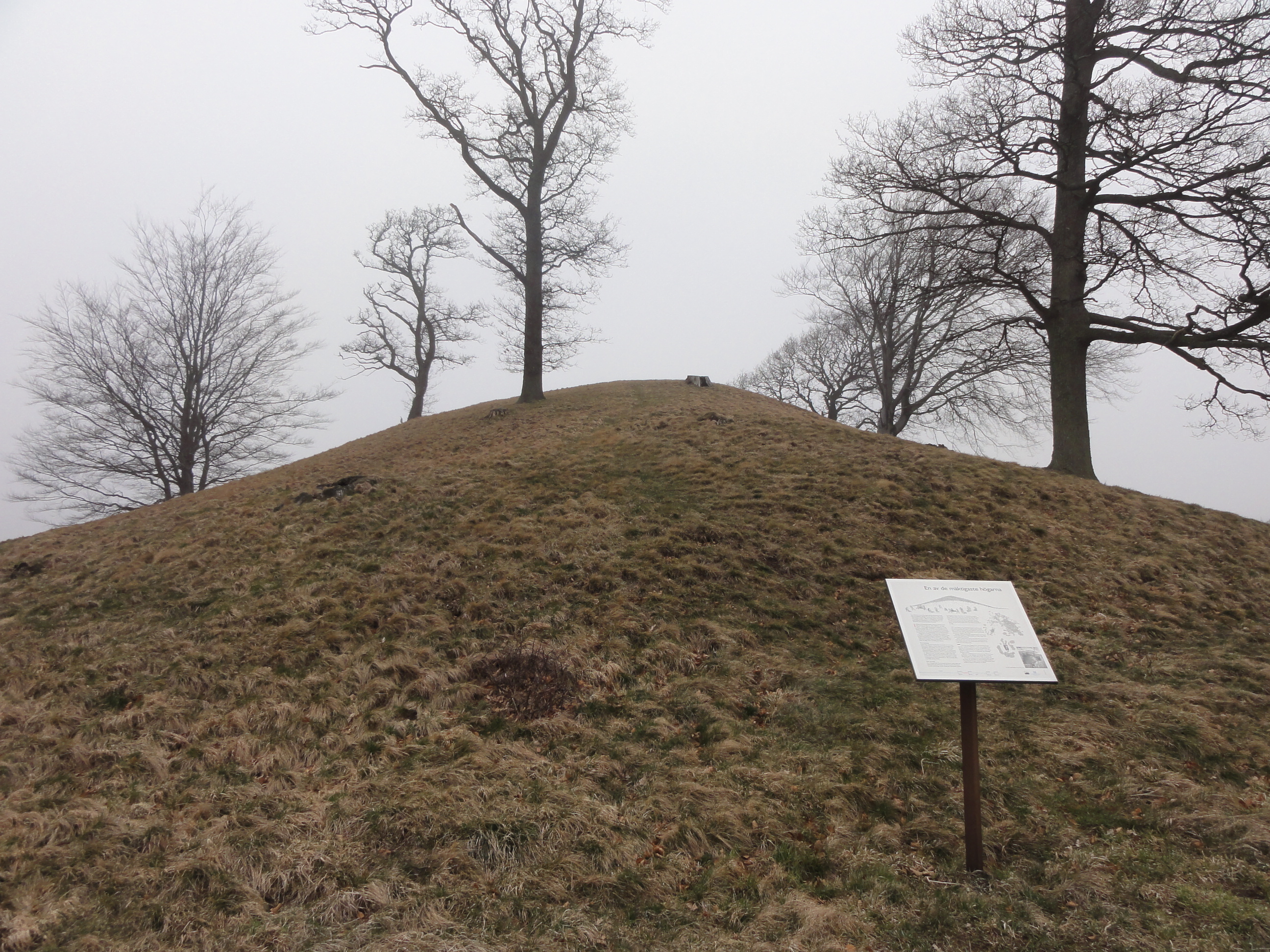